# Brett Kavanaugh

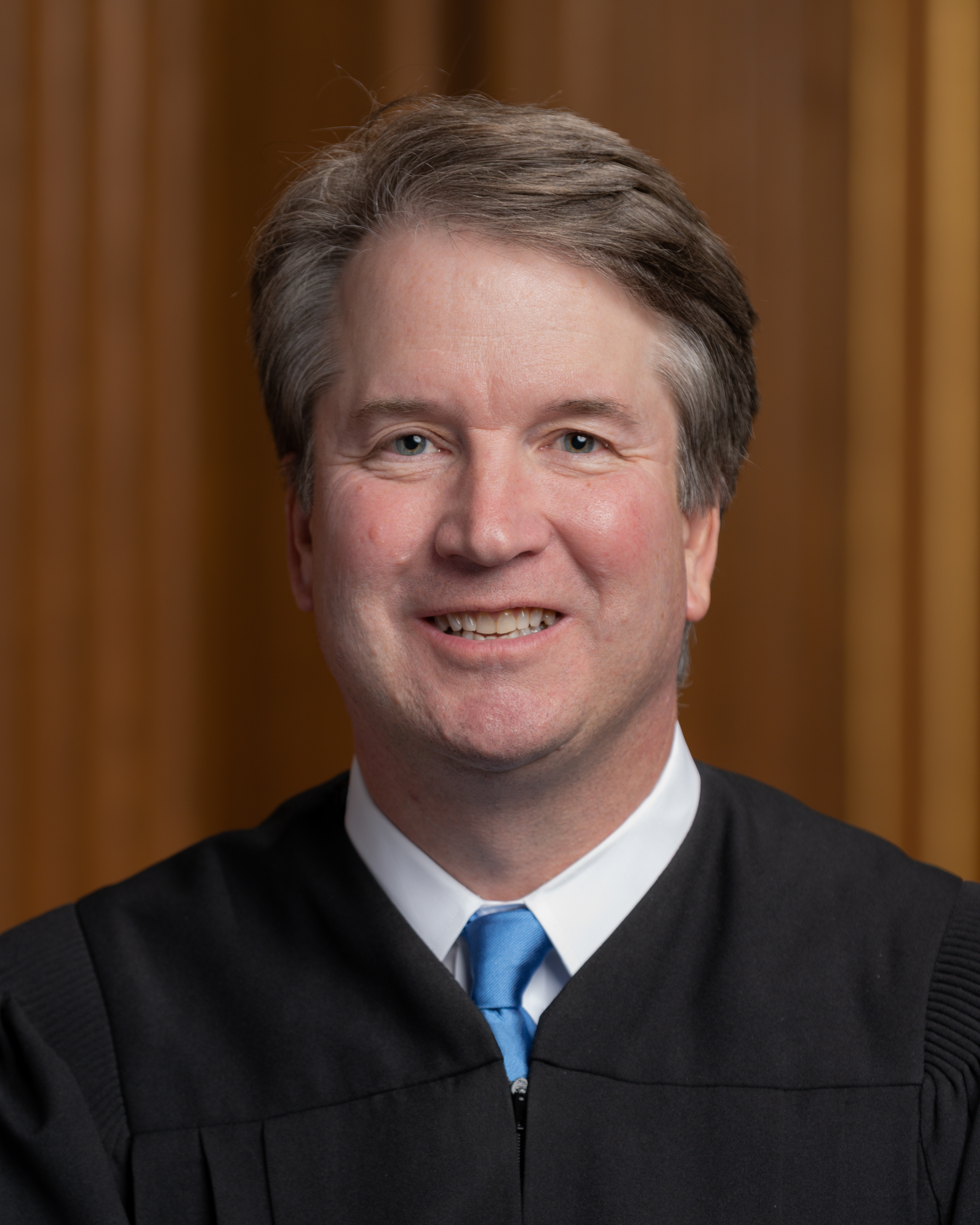
Brett Kavanaugh (2018)

Brett Michael Kavanaugh (['kævənɔː]; * 12. Februar 1965 in Washington, D.C.) ist ein US-amerikanischer Jurist. Seit dem 6. Oktober 2018 ist er Richter am Obersten Gerichtshof der Vereinigten Staaten (englisch: Associate Justice of the Supreme Court of the United States).
Kavanaugh wurde am 9. Juli 2018 von Präsident Donald Trump für den Obersten Gerichtshof nominiert. Als seine Ernennung durch den Senat der Vereinigten Staaten geprüft wurde, warfen ihm mehrere Frauen vor, sie in seiner Jugend sexuell bedrängt zu haben. Die – von ihm bestrittenen – Vorwürfe und sein Verhalten vor dem Justizausschuss führten zu heftigen politischen und gesellschaftlichen Diskussionen. Daraufhin eingeleitete Ermittlungen des FBI, ebenso wie die sechs bereits zuvor vom FBI durchgeführten Background-Checks, bestätigten die Vorwürfe nicht. Nachdem der Senat am 6. Oktober 2018 die Ernennung Kavanaughs bestätigt hatte, wurde er am selben Tag vereidigt.

## Biografie

### Herkunft, Ausbildung und erste Tätigkeiten
Kavanaugh ist das einzige Kind von Martha G. und Ed Kavanaugh und wuchs in Maryland auf. Seine Mutter war dort Distriktrichterin und sein Vater war als Geschäftsmann und Lobbyist für die Kosmetikindustrie tätig. Insbesondere der Vater verfügte über beste Kontakte zu höheren politischen Kreisen in Washington. In Maryland besuchte Kavanaugh eine katholische Jungen-Schule. Anschließend erwarb er einen B.A. in Geschichte an der Yale University und studierte ab 1987 Rechtswissenschaft. In Yale war er einer der wenigen Anhänger der Republikaner bei einer Mehrheit von Demokraten. Nach Erwerb des Juris Doctor 1990 arbeitete er als Rechtsreferendar (clerk) zunächst an einem Berufungsgericht in Delaware und anschließend an einem Berufungsgericht für den 9. Bundesgerichtsbezirk. Beide Positionen wurden als eine Art „Sprungbrett“ für ein Referendariat am Supreme Court gesehen, und wenig später gelang es Kavanaugh, eine Referendariatsstelle bei Anthony Kennedy zu erhalten, dem damaligen Richter am Obersten Gerichtshof, dem er 2018 im Amt nachfolgt.

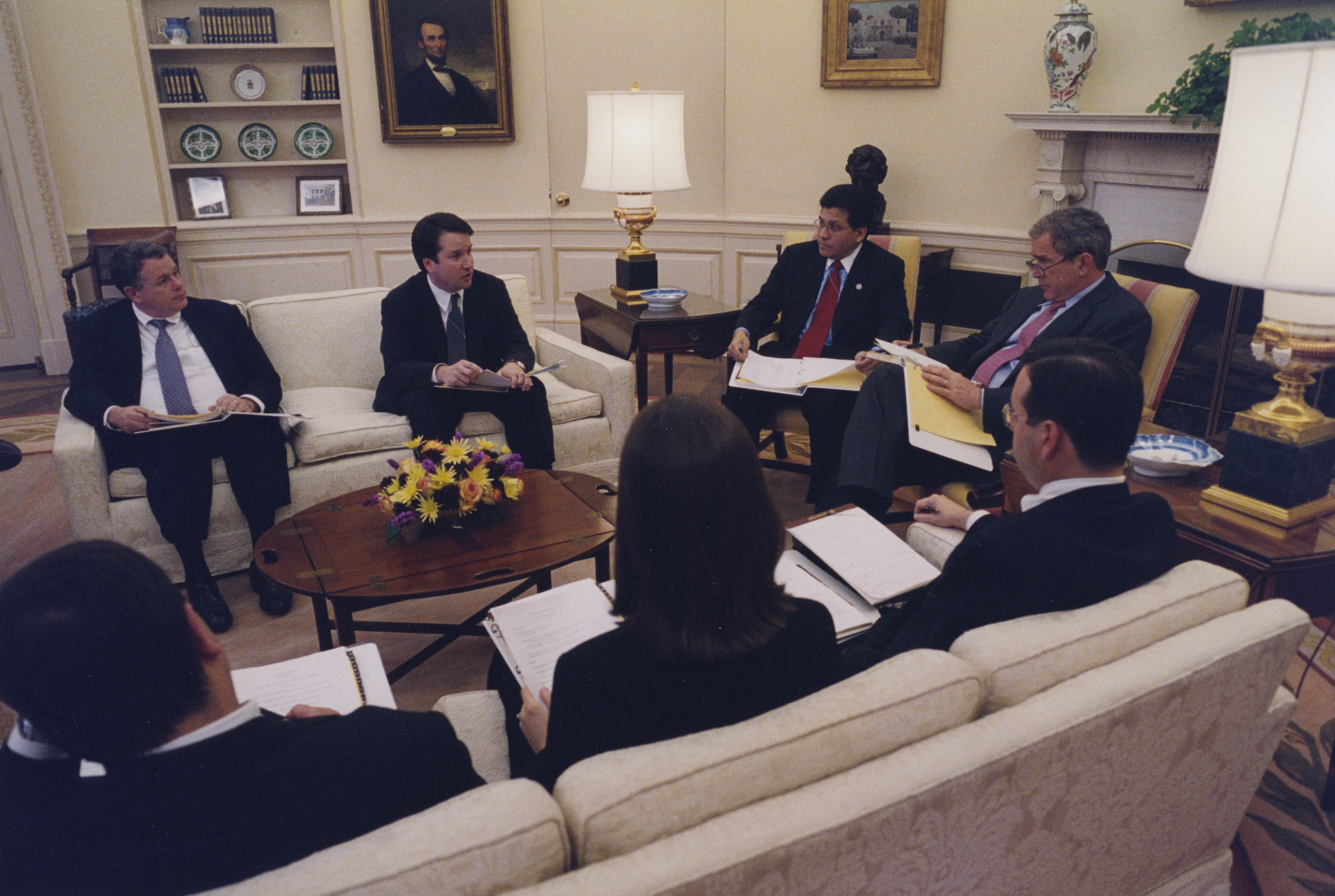
Kavanaugh im Oval Office mit Präsident Bush (zwischen 2001 und 2006)

Nach Ende des Referendariats wäre Kavanaugh beinahe in die Privatwirtschaft zur Rechtsberatungsfirma Kirkland & Ellis gewechselt, er nahm jedoch das Angebot an, an der Sonderermittlung Kenneth Starrs über mutmaßliche Verfehlungen der Regierung Clinton mitzuwirken. Als 1997 die Lewinsky-Affäre die Präsidentschaft Bill Clintons erschütterte, war er einer der Autoren des sogenannten Starr-Berichts, der eine Amtsenthebung (impeachment) Präsident Clintons empfahl. Kavanaugh sprach sich gegen die Veröffentlichung des Berichts aus, in dem die Beziehung des Präsidenten zu seiner Praktikantin im Detail beschrieben wurde. Nachdem George W. Bush 2001 Präsident geworden war, wurde Kavanaugh einer der Rechtsberater des Weißen Hauses. In dieser Funktion beriet er die Regierung bei der Enron-Insolvenz 2001.

### Richter am Bundesberufungsgericht für den District of Columbia

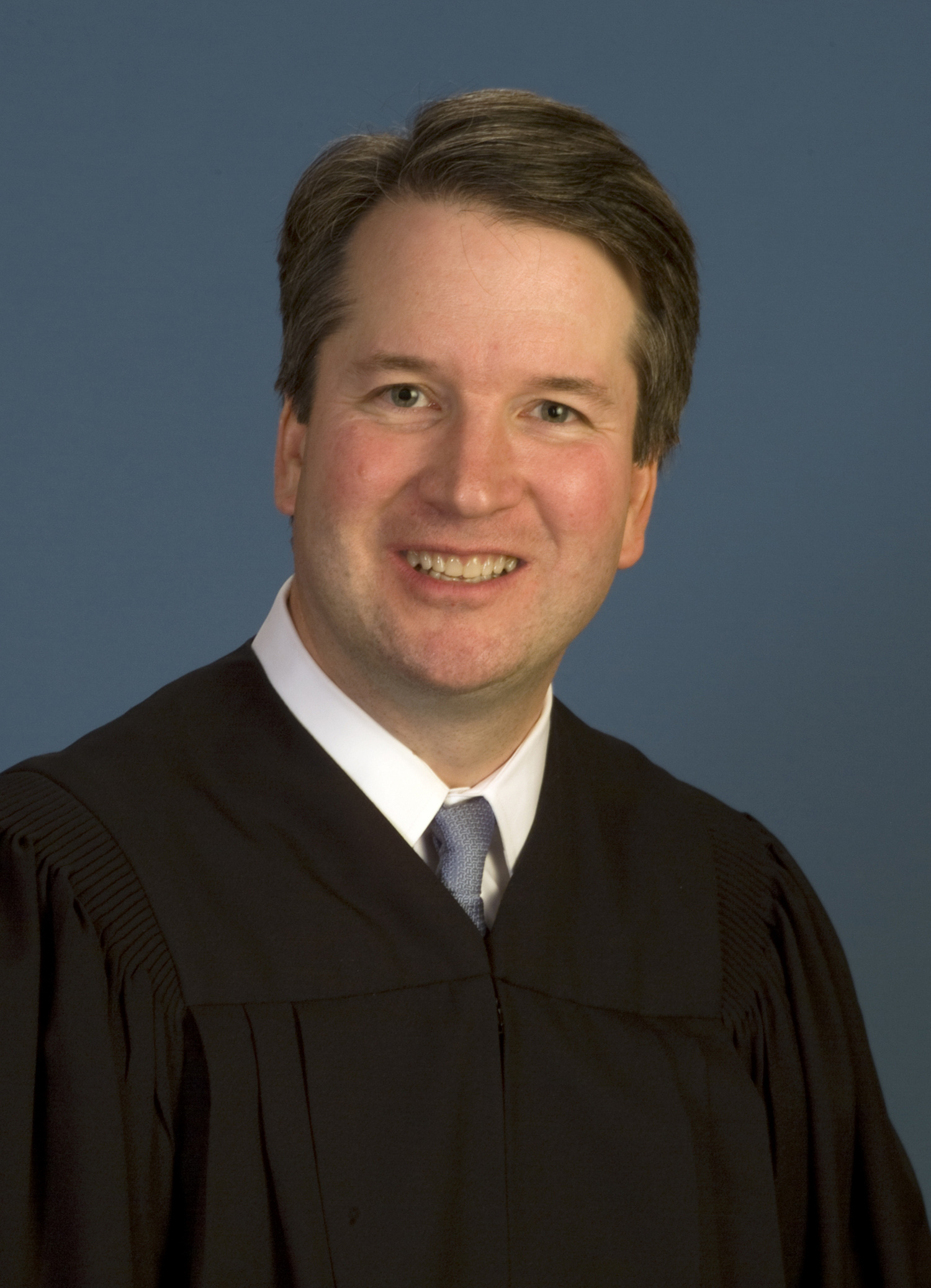
Brett Kavanaugh (2009)

2003 wurde Kavanaugh durch die American Bar Association als „gut qualifiziert“ (well qualified) für das Amt eines Bundesrichters bewertet – eine Bewertung, die allerdings 2006 auf „qualifiziert“ (qualified) zurückgestuft wurde. Dies behinderte seine weitere Karriere jedoch nicht, und am 1. Juni 2006 wurde er mit 57 zu 46 Stimmen zum Circuit Judge, d. h. zum Richter am Bundesberufungsgericht (Court of Appeals) für den District of Columbia gewählt. 53 von 55 Republikanern im US-Senat stimmten für ihn, aber nur vier von 44 Demokraten. Bei seiner Vereidigung hielt Präsident Bush eine Ansprache. Während seiner Amtszeit als Berufungsrichter wurden in 13 Fällen Berufungsverfahren durch den Obersten Gerichtshof in seinem Sinne entschieden, was als bemerkenswert hohe Zahl bewertet wurde. Nur in einem Fall, in dem es um die Verantwortlichkeit von Bundesstaaten für Luftverschmutzung ging, die die Grenzen der Bundesstaaten übersteigt (Kavanaugh hatte sich gegen eine solche Verantwortung ausgesprochen), entschied das Oberste Gericht nicht in seinem Sinne.

### Kandidat für den Obersten Gerichtshof

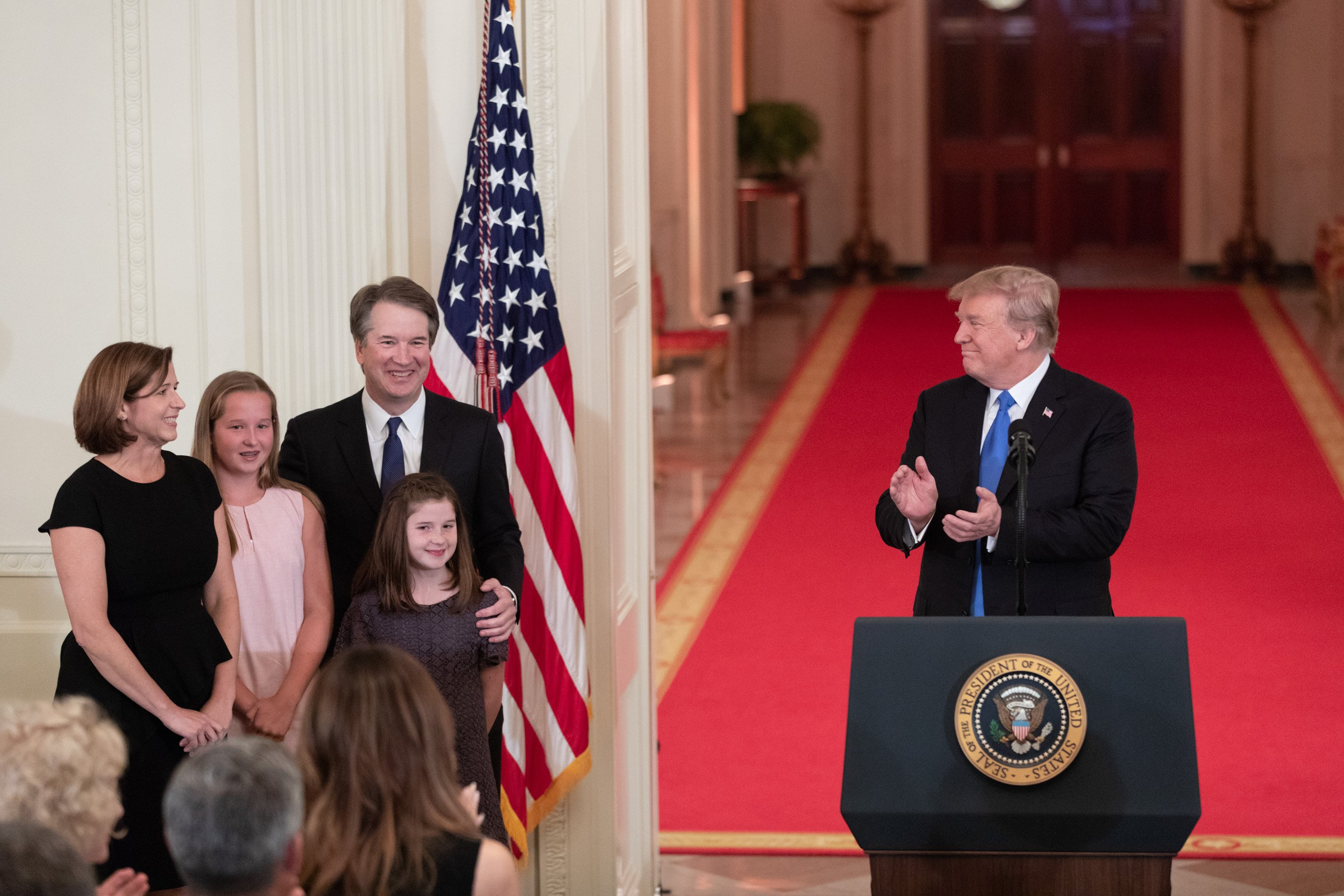
Präsident Trump bei der Nominierung seines Kandidaten Kavanaugh am 9. Juli 2018

Bereits im Präsidentschaftswahlkampf 2016 hatte Donald Trump angekündigt, konservative Richter in den Obersten Gerichtshof zu berufen, und dabei eine Liste von Kandidaten veröffentlicht, die auf Vorschlägen der konservativen Federalist Society beruhen. Kavanaugh war nicht in der ersten Liste von elf Kandidaten im Mai 2016, aber in der auf 25 Kandidaten erweiterten späteren Liste genannt. Nach Trumps Amtsantritt als Präsident galt Kavanaugh bereits als einer der Favoriten für die Nominierung anstelle des Anfang 2016 verstorbenen Supreme-Court-Richters Antonin Scalia. Trump entschied sich aber Anfang 2017 für den als konservativ geltenden Neil Gorsuch, der im April 2017 bestätigt wurde.
Im Sommer 2018 konnte Präsident Trump einen weiteren Richter am Obersten Gerichtshof nominieren, nachdem der als moderat-konservativ geltende Anthony Kennedy sein altersbedingtes Ausscheiden angekündigt hatte. Am 9. Juli 2018 stellte Trump Kavanaugh als seinen Kandidaten für die Nachfolge Kennedys vor. Die New York Times kommentierte, die Nominierung Kavanaughs sei ein Versuch Trumps, im Obersten Gericht eine Mehrheit für seine deregulierende Wirtschaftspolitik zu sichern.
Die Nominierung Kavanaughs musste anschließend durch den Senat der Vereinigten Staaten bestätigt werden, in dem die Republikaner nur eine knappe Mehrheit von 51 zu 49 hatten. Eine Ablehnung Kavanaughs galt am ehesten bei den beiden republikanischen Senatorinnen Susan Collins (Maine) und Lisa Murkowski (Alaska) als wahrscheinlich. Auf der anderen Seite wurde es für möglich gehalten, dass die demokratischen Senatoren Heidi Heitkamp (North Dakota), Joe Donnelly (Indiana) und Joe Manchin (West Virginia) für Kavanaugh stimmen könnten.

#### Anhörung im Justizausschuss

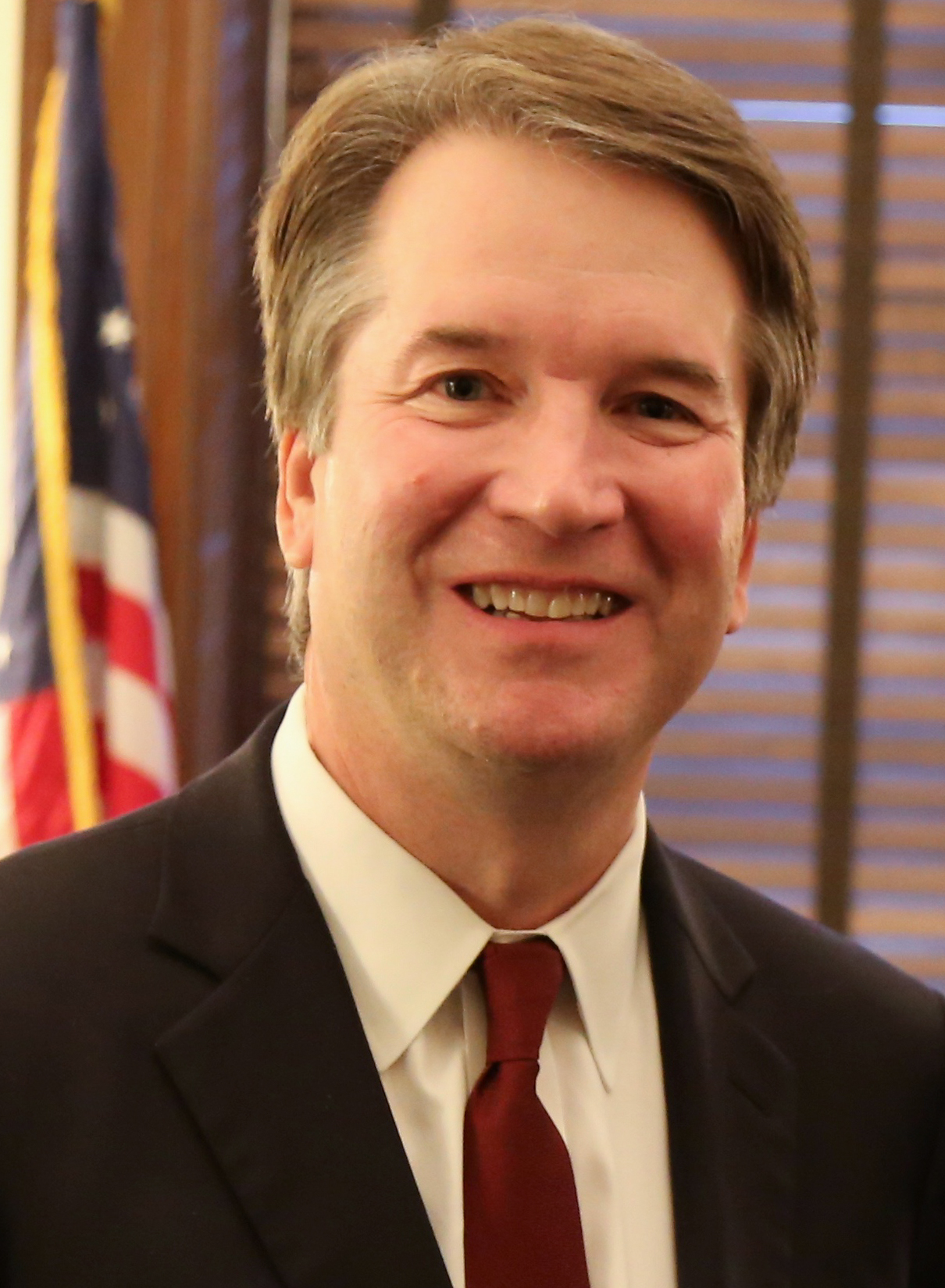
Brett Kavanaugh (2018)

Am 4. September 2018 fand die erste Anhörung Kavanaughs vor dem Justizausschuss des Senats statt, bei der die Senatoren der Demokraten einzelne republikanische Kollegen durch das Aufbringen kontroverser Themen umzustimmen versuchten. Dabei war zum Teil die Öffentlichkeit zugelassen. Es kam zu Tumulten, als Zuschauer (überwiegend Frauen), die zum Teil Dienstmagd-Kostüme nach dem Vorbild der Fernsehserie The Handmaid’s Tale trugen, wütend dazwischenriefen. In den Zwischenrufen war von einer „Travestie des Rechts“ oder einer „Beschädigung der Demokratie“ die Rede. Nach Polizeiangaben wurden 61 Zuschauer aus dem Raum entfernt und wegen Störung der öffentlichen Ordnung festgenommen. Auch gegen neun weitere Personen wurden wegen Behinderung der Veranstaltung strafrechtliche Ermittlungen eingeleitet. Der republikanische Senator John Cornyn (Texas) sprach anschließend von einer „Herrschaft des Pöbels“ („mob rule“).
Führende Demokraten äußerten die Befürchtung, dass Kavanaugh die geltenden Bestimmungen zum Schwangerschaftsabbruch außer Kraft setzen wolle, da er 2003 in einer E-Mail bestritten hatte, dass Roe v. Wade das „festgelegte Gesetz des Landes“ sei. Zweifelhaft schien den Demokraten auch Kavanaughs Haltung zu gleichgeschlechtlichen Partnerschaften. Diesbezügliche Fragen, beispielsweise zu seiner Haltung zu Obergefell v. Hodges, hatte Kavanaugh früher ausweichend oder gar nicht beantwortet. Andererseits wurde Roe v. Wade (1973) durch den Supreme Court in der späteren Entscheidung in Planned Parenthood v. Casey (1992) bestätigt. Dort war Justice Kennedy der sog. Swing Vote. Auch in Obergefell v. Hodges (2015) und einer Reihe weiterer Fälle, in denen es um die Rechte von Homosexuellen ging, war Justice Kennedy der Swing Vote. Es wurde daher bezweifelt, dass Kavanaugh die wohl wichtigsten Entscheidungen seines Mentors Justice Kennedy, bei dem er als Rechtsreferendar (Law Clerk) gearbeitet hat, aufheben werde. Hinzu kommt, dass nach amerikanischem Fallrecht solche Präzedenzfälle nicht einfach aufgehoben werden können (Stare decisis). In der Anhörung vertrat Kavanaugh zudem die konservative Ansicht, dass eine Aufhebung von Präzedenzfällen nur unter strengen Voraussetzungen möglich ist. In einem juristischen Aufsatz von 2009 hatte Kavanaugh bezweifelt, dass ein amtierender Präsident aufgrund krimineller Vergehen juristisch verfolgt werden könne. Angesichts der möglichen Verwicklung Trumps in kriminelle Aktivitäten um Michael Cohen und Paul Manafort hatten sich die Demokraten am 24. August 2018 für eine Verschiebung der Anhörung Kavanaughs ausgesprochen. Es ist unter Rechtswissenschaftlern umstritten, ob amtierende Präsidenten wegen Straftaten angeklagt werden können; Alan Dershowitz lehnt diese Möglichkeit etwa vollständig ab.
Die Demokraten hatten zudem kritisiert, dass sich die Regierung Trump geweigert hatte, vollständige Akteneinsicht in die früheren Tätigkeiten Kavanaughs zur Zeit der Bush-Regierung zu gewähren. Dabei handelte es sich um gut 100.000 Dokumente. Weitere 42.000 Dokumente wurden erst am Vorabend des Anhörungsbeginns zur Verfügung gestellt, nachdem sie durch einen Anwalt der Regierung durchgesehen und freigegeben worden waren. Der demokratische Senator Cory Booker (New Jersey) erklärte dazu, er hätte, um die Dokumente zu sichten, 7000 Seiten pro Stunde in der Nacht vor der Anhörung lesen müssen. Der demokratische Senator Patrick Leahy aus Vermont bezeichnete die ganze Anhörung als die „intransparenteste, die er je erlebt“ habe. Führende Republikaner wiesen diese Vorwürfe als unbegründet zurück.

#### Vorwürfe sexueller Übergriffe
Am 13. September 2018 erklärte die demokratische Senatorin Dianne Feinstein, dass ihr ein Bericht über ein mögliches Fehlverhalten Kavanaughs vorliege, den sie an Ermittlungsbehörden weitergeleitet habe. Es handelte sich um den Vorwurf einer versuchten Vergewaltigung, der von der Psychologieprofessorin Christine Blasey Ford erhoben wird. Sie behauptet, im Sommer 1982 als 15-Jährige von dem damals 17-jährigen und betrunkenen Kavanaugh bei einer Party massiv sexuell bedrängt worden zu sein. Kavanaugh bestritt Blasey Fords Vorwürfe vollständig. Medien zogen Vergleiche zu den Vorwürfen Anita Hills während der Ernennungsanhörung von Clarence Thomas 1991.
Am 23. September 2018 informierte Senatorin Feinstein in einem weiteren Schreiben den Ausschussvorsitzenden über einen weiteren angeblichen sexuellen Übergriff Kavanaughs gegen eine Mitstudentin während seiner Studienzeit in Yale im Jahr 1983. Am 26. September, einen Tag vor der Aussage Blasey Fords vor dem Senat, veröffentlichte der Anwalt Michael Avenatti die Anschuldigungen von Julie Swetnick gegen Kavanaugh. Dieser soll in den Achtzigerjahren bei Gruppenvergewaltigungen mindestens anwesend gewesen sein. Auch sie selbst sei bei einer der von ihr regelmäßig besuchten Hausparties in Anwesenheit Kavanaughs von einer „Gruppe“ bzw. „Reihe“ von Männern vergewaltigt worden. Kavanaugh und ein Freund habe Mädchen Substanzen in ihre Getränke gemischt, um sie für derartige sexuelle Übergriffe gefügig zu machen. In einem NBC-Fernsehinterview änderte Julie Swetnick jedoch diese in einer eidesstattlichen Erklärung gemachten Aussagen.
Kavanaugh wies alle Vorwürfe, auch weitere anonym erhobene, zurück. Der Vorsitzende des Justizausschusses Chuck Grassley empfahl dem FBI, gegen einen der anonymen Hinweisgeber Ermittlungen wegen möglicher Falschbeschuldigung aufzunehmen.
Laut New York Times und Wall Street Journal konnte keine der gegen Kavanaugh erhobenen Anschuldigungen von Freunden, Familienmitgliedern oder Klassenkameraden unabhängig bestätigt werden. Eine der Frauen, die Kavanaugh beschuldigten, bekannte einer Freundin gegenüber, sie sei nicht sicher, ob sie tatsächlich von ihm belästigt worden sei. Eine weitere Frau, die zunächst behauptet hatte, ein anonymer Brief mit Anschuldigungen sei von ihr geschrieben worden, gab später zu, sie habe Kavanaugh nie getroffen und lediglich seine Berufung an den Obersten Gerichtshof verhindern wollen.
Am 27. September 2018 kam es zu einer von Emotionen beherrschten Anhörung von Blasey Ford und Kavanaugh vor dem Justizausschuss, in der Blasey Ford ihre Erinnerung an den angeblichen Vergewaltigungsversuch schilderte und Kavanaugh sich über die nach seiner Aussage falsche Beschuldigung, die seinen Namen und den Ruf seiner Familie dauerhaft schädige, empörte. Nachdem der bisher zögerliche Republikaner Jeff Flake am folgenden Morgen angekündigt hatte, mit den anderen Republikanern im Ausschuss Kavanaughs Nominierung zur Abstimmung an das Senatsplenum zu überweisen, wurde er auf dem Weg zur Ausschusssitzung von zwei Frauen vor Fernsehkameras lautstark bedrängt, gegen Kavanaugh zu stimmen. Sie behaupteten, selbst Opfer sexueller Übergriffe gewesen zu sein. Flake stellte seine Zustimmung daraufhin nach Beratungen mit demokratischen Ausschussmitgliedern unter die Bedingung, dass vor der Plenumsabstimmung eine Woche Zeit für eine Untersuchung der Vorwürfe durch das FBI gewährt würde; das Land werde sonst zerrissen. Der Justizausschuss entschied daraufhin mit 11 zu 10 Stimmen entlang der Parteilinien, das Verfahren ans Senatsplenum weiterzuleiten; Präsident Trump ordnete die begrenzte Untersuchung der Vorwürfe durch das FBI an.
In einem Schreiben an den Senat, das in der New York Times als offener Brief veröffentlicht wurde, forderten mehr als 2400 Juraprofessoren die Senatoren auf, gegen Kavanaugh zu stimmen. Zur Begründung hieß es, bei seiner Anhörung am 27. September habe Kavanaugh sich unbeherrscht aufgeführt, parteiisch argumentiert und bei der Suche nach der Wahrheit nicht angemessen kooperiert. Dieser Mangel an judicial temperament (sinngemäß etwa „richterliche Ausgewogenheit“) disqualifiziere ihn grundsätzlich für das Amt eines Richters. Auch das Editorial Board der Washington Post und der frühere Supreme-Court-Richter John Paul Stevens haben sich gegen Kavanaugh ausgesprochen. Am 4. Oktober wurden etwa dreihundert Demonstranten gegen Kavanaugh beim Hart Senate Office Building festgenommen.
Nach Abschluss der von den Demokraten als ‚zu begrenzt‘ kritisierten FBI-Untersuchung entschied der Senat am 5. Oktober formal darüber, ob die Abstimmung über die Nominierung am Folgetag stattfinden solle. 51 Senatoren stimmten dafür, 49 dagegen. Von den Republikanern stimmte nur Murkowski dagegen, während drei andere Senatoren, die ihr Abstimmungsverhalten für Samstag offengelassen hatten, dafür stimmten (die Republikaner Collins und Flake sowie der Demokrat Manchin). Collins erklärte in einer Rede ihre Unterstützung für Kavanaugh; Manchin schloss sich daraufhin an, sodass eine Mehrheit für die Abstimmung im Senat feststand.

#### Bestätigung durch den Senat

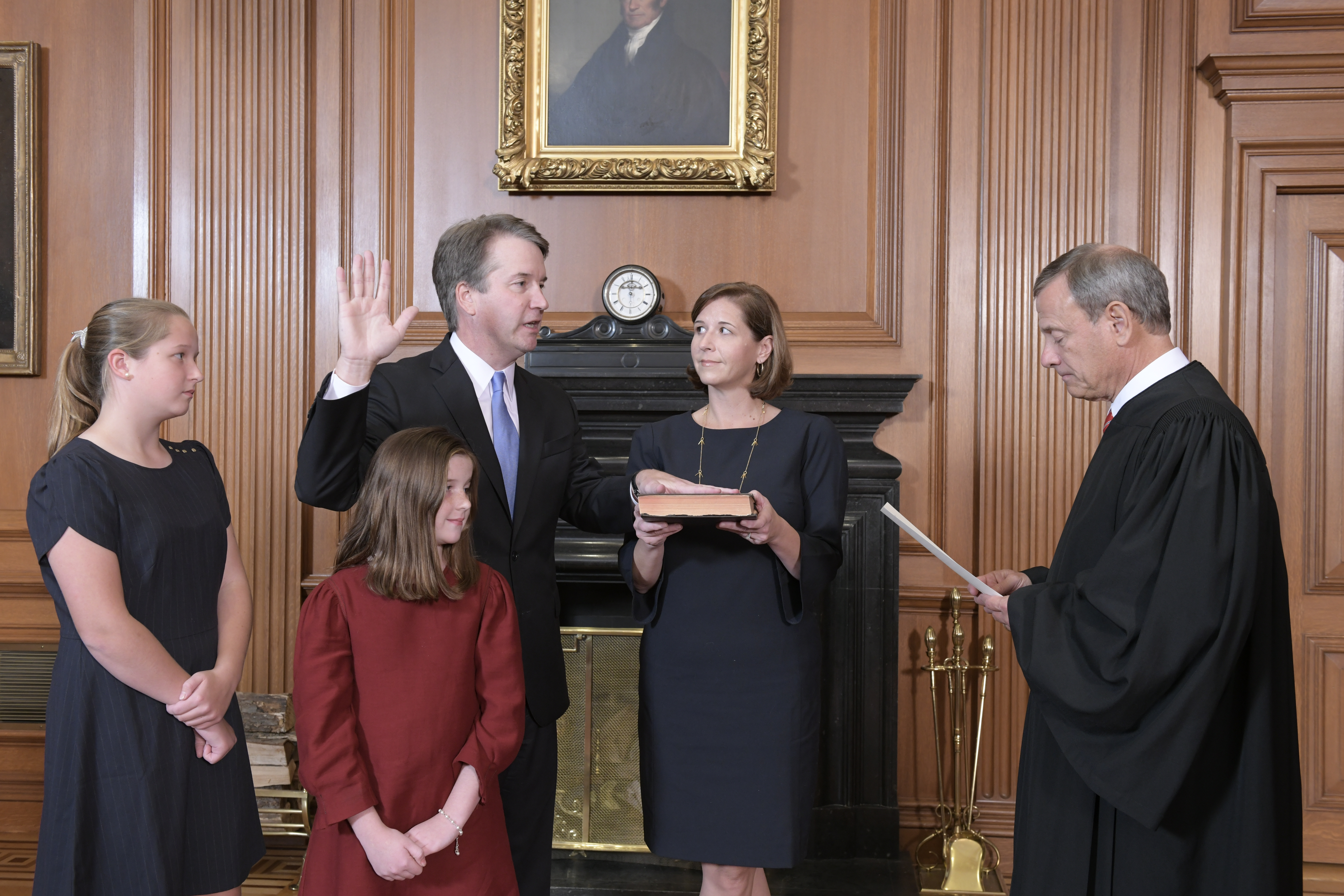
Vereidigung Kavanaughs durch den Vorsitzenden Richter John Roberts

Am 6. Oktober 2018 wurde Kavanaugh durch den Senat mit 50 zu 48 Stimmen bestätigt. Die Abstimmung folgte im Wesentlichen den Parteilinien; als einziger Demokrat stimmte Joe Manchin, der in seinem Heimatstaat West Virginia kurz vor den anstehenden Halbzeitwahlen stand, für Kavanaugh. Der republikanische Senator Steve Daines, der mit Ja gestimmt hätte, fehlte wegen der Hochzeit seiner Tochter, weshalb Lisa Murkowski, die sich als einzige Republikanerin gegen Kavanaugh ausgesprochen hatte, mit Anwesend stimmte statt mit Nein und damit das Stimmverhältnis ausglich. Es handelte sich um die knappste Supreme-Court-Bestätigung seit 1881 (Stanley Matthews). Die Abstimmung wurde immer wieder von Protesten und Zwischenrufen unterbrochen. Hunderte Demonstranten hatten sich auf den Stufen vor dem Sitz des Obersten Gerichtshofs versammelt und bewegten sich in Richtung des abgesperrten Kapitols; einige wurden dort verhaftet, als sie auf die Barrikaden zuliefen.
Am Abend des 6. Oktober wurde Kavanaugh nichtöffentlich von Chief Justice John Roberts und seinem Vorgänger Anthony Kennedy vereidigt.
Für Daniel C. Schmidt von der Frankfurter Allgemeinen Zeitung und zahlreiche andere Kommentatoren zeige die Bestätigung des umstrittenen Richters erneut, dass sich ein tiefer Riss durch die amerikanische Gesellschaft ziehe.

## Rechtsprechung am Obersten Gerichtshof
Kavanaugh verfasste 2020 eine Mindermeinung zu Bostock v. Clayton County, einem Grundsatzurteil zum Verhältnis  der Diskriminierung wegen des Geschlechts und solcher wegen der sexuellen Orientierung. Entgegen der Mehrheit von sechs Richtern, darunter zwei der konservativen Seite, vertrat er die Auffassung, dass es nicht auf das Verhalten, sondern auf den Status der diskriminierten Person ankäme, und daher nur der Gesetzgeber durch eine Änderung von Title VII des Civil Rights Act of 1964 auch die Diskriminierung wegen der sexuellen Orientierung erfassen könne.
Kavanaugh hob im Juni 2022 zusammen mit vier anderen von republikanischen Präsidenten nominierten Richtern Roe v. Wade auf. Im Zusammenhang mit einem bereits vor Urteilsverkündung Dobbs v. Jackson Women’s Health Organization  veröffentlichten Entwurf der Entscheidung erhielt Kavanaugh Todesdrohungen und eine Person wurde festgenommen und des versuchten Mordes angeklagt. Eine Reaktion in diesem Zusammenhang war der Erlass eines Gesetzes, das die Sicherheit der Richter und ihrer Familien erhöhen soll.

## Privates
Seit 2004 ist Kavanaugh mit der ehemaligen persönlichen Sekretärin von George W. Bush verheiratet. Mit ihr hat er zwei Töchter. Kavanaugh ist praktizierender Katholik und gilt als sportbegeistert (Basketball, Marathon). „Als gläubiger Mensch bin ich der Meinung, dass es wichtig ist, über Religion zu sprechen und religiöse Ideen und Gedanken zu vertreten“, sagte er bei der Senatsanhörung im August 2018.

## Veröffentlichungen
- Defense Presence and Participation: A Procedural Minimum for Batson v. Kentucky Hearings. In: 99 Yale Law Journal 187 (1989).
- The President and the Independent Counsel. In: 86 The Georgetown Law Journal 2133 (1998).
- First Let Congress Do Its Job; A Deep Structural Flaw in the Independent Counsel Statute. In: The Washington Post A27 (26. Februar 1999).
- mit Robert J. Bittman: Indictment of an Ex-President?. In: The Washington Post A12 (31. August 1999).
- Separation of Powers during the Forty-Fourth Presidency and Beyond. In: 93 Minnesota Law Review 1454 (2009).
- A Dialogue with Federal Judges on the Role of History in Interpretation. In: 80 The George Washington International Law Review 1889 (2012).
- The Courts and the Administrative State. In: 64 Case Western Reserve Law Review 711 (2014).
- Our Anchor for 225 Years and Counting: The Enduring Significance of the Precise Text of the Constitution. In: 89 Notre Dame Law Review 1907 (2014).
- Fixing Statutory Interpretation. In: 129 Harvard Law Review 2118 (2016).
- The Judge as Umpire: Ten Principles. In: 65 Catholic University Law Review 683 (2016).
- et al.: Law of Judicial Precedent. Thomson Reuters, St. Paul 2016.
- One Government, Three Branches, Five Controversies: Separation of Powers Under Presidents Bush and Obama. In: Marquette Lawyer Magazine, Fall 2016.
- Two Challenges for the Judge as Umpire: Statutory Ambiguity and Constitutional Exception. In: 92 Notre Dame Law Review 1907 (2017).
- From the Bench: The Constitutional Statesmanship of Chief Justice William Rehnquist, American Enterprise Institute (2017).

## Film
Der US-amerikanische Regisseur Doug Liman drehte mit Justice (2023) einen Dokumentarfilm über Kavanaugh.